# Selenojunoïta
La selenojunoïta és un mineral de la classe dels sulfurs.

## Característiques
La selenojunoïta és una sulfosal de fórmula química Cu₂Pb₃Bi₈Se₁₆, l'anàleg de seleni de la junoïta. Va ser aprovada com a espècie vàlida per l'Associació Mineralògica Internacional en el mes d'agost de l'any 2023, i encara resta pendent de publicació. Cristal·litza en el sistema monoclínic.
L'exemplar que va servir per a determinar l'espècie, el que es coneix com a material tipus, es troba conservat a les col·leccions del Museu Mineralògic Fersmann, de l'Acadèmia de Ciències de Rússia, a Moscou (Rússia), amb el número de registre: 6011/1.

## Formació i jaciments
Va ser descoberta a la mina Srednyaya Padma, al districte de Medvezhyegorsky (República de Carèlia, Rússia). Aquest indret és l'únic a tot el planeta on ha estat descrita aquesta espècie mineral.